# Cimetière Khovanskoïe
Le cimetière Khovanskoïe (russe : Хованское кладбище) est un cimetière, situé dans la banlieue de Moscou, capitale de la Russie. Il est avec sa superficie de 1 970 000 m2 le plus grand cimetière d'Europe.

## Histoire et description
Cet immense cimetière de 197 hectares a ouvert en 1972 (il s'étendait au départ sur plus de 87 hectares et est agrandi en 1978) dans le district administratif de Novomoskovski, alors à la périphérie sud-ouest de la capitale, et recevant son nom du village de Nikolo-Khovanskoïe dont le territoire appartenait au XVIIe siècle au prince Ivan Khovanski. Il est divisé en trois parties depuis 1979: le cimetière Nord, le cimetière central et le cimetière Ouest. Son crématorium a été construit en 1988. Une église servant de chapelle orthodoxe pour les funérailles et les services commémoratifs y est construite en 2016, placée sous le vocable de saint Jean-Baptiste, ainsi qu'une chapelle consacrée à Notre-Dame de Vladimir.
Depuis 2021, seuls les enterrements de personnes de la famille possédant une sépulture existante sont autorisés dans les parties Nord et Ouest du cimetière et les nouvelles inhumations ne sont donc autorisées que dans la partie centrale.